# Soi cổ tử cung
Soi cổ tử cung (SCTC) là một biện pháp được áp dụng để phát hiện sớm ung thư cổ tử cung (UTCTC), và các vấn đề bất thường ở tử cung. Cách soi có thể bằng mắt thường hoặc bằng máy soi có độ phóng đại từ 10-30 lần.

Cổ tử cung

## Soi bằng mắt thường

### Phương pháp
Cách soi này thường được áp dụng ở những nơi chưa có máy soi, ở vùng xa xôi hẻo lánh. Chính vì soi bằng mắt thường mà độ nhạy cũng như độ đặc hiệu không cao bằng soi bằng máy.
Cách thức soi: chỉ cần bàn khám phụ khoa, một nguồn sáng bình thường (đèn gù, đèn pin....). Bệnh nhân nằm tư thế phụ khoa, kiểm tra sơ bộ về âm đạo, cổ tử cung, chất dịch tiết trong âm đạo, cổ tử cung. Tiến hành bôi lên cổ tử cung dung dịch acid acetic 3%. đợi chờ trong vài mươi giây, và đánh giá kết quả bằng mắt thường xem kết quả dương tính hay là âm tính. Nếu có dấu hiệu nghi ngờ thì chuyển bệnh nhân đến nơi khám chuyên khoa, còn nếu bình thường thì lại tiếp tục làm kiểm tra lại vào những lần sau (cách nhau ít nhất là một năm)

### Ưu điểm
Tiến hành ở bất kỳ nơi nào, nhanh gọn, ít tốn kém. Phương pháp này thường được áp dụng ở những nước nghèo, không có khả năng mua thiết bị đắt tiền.

### Khuyết điểm
Độ nhạy và độ đặc hiệu không cao. Không giải quyết được bệnh một cách triệt để.

## Soi bằng máy soi cổ tử cung

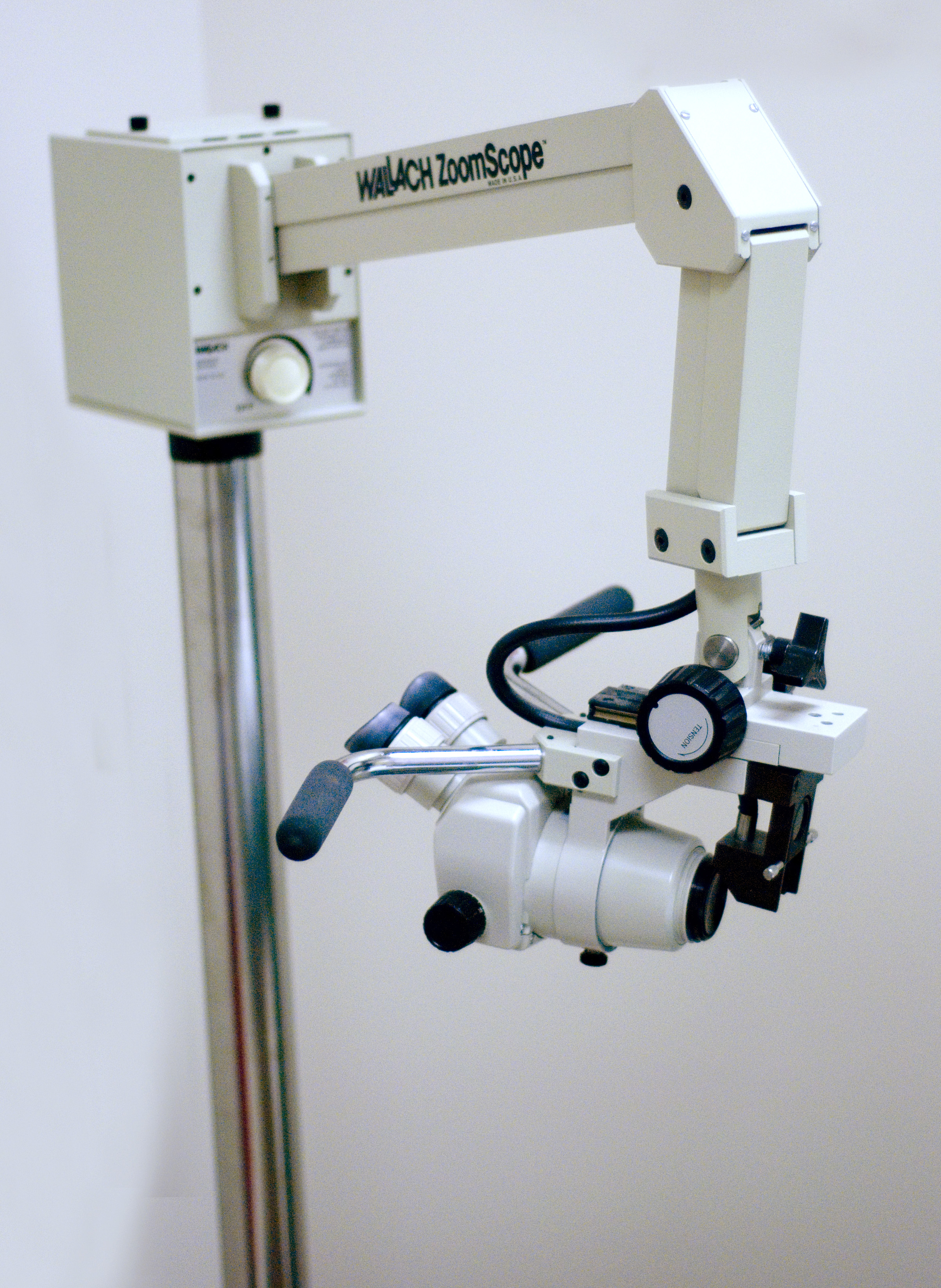
Máy soi cổ tử cung

### Phương pháp
Máy có cấu trúc đơn giả là một nguồn ánh sáng lạnh, có khả năng phóng đại hình ảnh, có thể nối với tivi để xem, nối với máy vi tính để lưu hình ảnh và in ra thành bức ảnh để làm bằng chứng cho bệnh nhân thấy hoặc được lưu lại để theo dõi bệnh nhân sau này.
Cách tiến hành phương pháp: cổ tử cung được soi kiểm tra sơ bộ cổ tử cung và âm đạo, sau đó được bôi acid acetics, kiểm tra kết quả. Cuối cùng cổ tử cung được bôi iod (chứng nghiệm schiller) để đánh giá cổ tử cung. Nếu nghi ngờ thì tiến hành bấm sinh thiết để kiểm tra chắc chắn cổ tử cung có bị ung thư hay không. Và nếu có thì sẽ có hướng giải quyết bệnh rõ ràng và cụ thể.